# 19곰 테드 2
《19곰 테드 2》(영어: Ted 2)는 2015년 6월 25일 공개된 의 코미디 영화로, 2012년 영화 《19곰 테드》의 속편이다.

## 출연
- 마크 월버그 - 존 베넷
- 세스 맥팔레인 - 테드
- 어맨다 사이프리드 - 사만다 잭슨
- 제시카 바스 - 태미-린
- 조반니 리비시 - 도니[2]
- 모건 프리먼 - 패틱 미건
- 존 슬래터리 - 쉽 와일드[3]
- 패트릭 워버턴 - 가이[4]
- 마이클 돈 - 릭[5]
- 빌 스미트로비치 - 프랭크
- 코코아 브라운 - 조이
- 존 캐럴 린치 - 톰 제섭
- 론 캐나다 - 매트슨 판사
- 제시카 조어 - 앨리슨
- 타라 스트롱 - 테드의 "I Love You" 중 출연
- 샘 J. 존스 - 본인[6]
- 세바스찬 아셀러스 - 닥터 덴저
- 톰 브래디 - 본인[7]
- 데니스 헤이스버트 - 산부인과 의사[8]
- 태런 킬럼 - 본인
- 지미 키멜 - 본인
- 제이 레노 - 본인
- 케이트 매키넌 - 본인
- 보비 모이니핸 - 본인
- 리암 니슨 - 본인[9]
- 레니 클라크 - 경찰
- 패트릭 스튜어트 - 해설
- 커티스 스타이거스 - 결혼식 가수[6]
- 나나 비지터 - 입양 기관 공무원[10]
- 랠프 가먼 - 스톰트루퍼